# Les anneaux

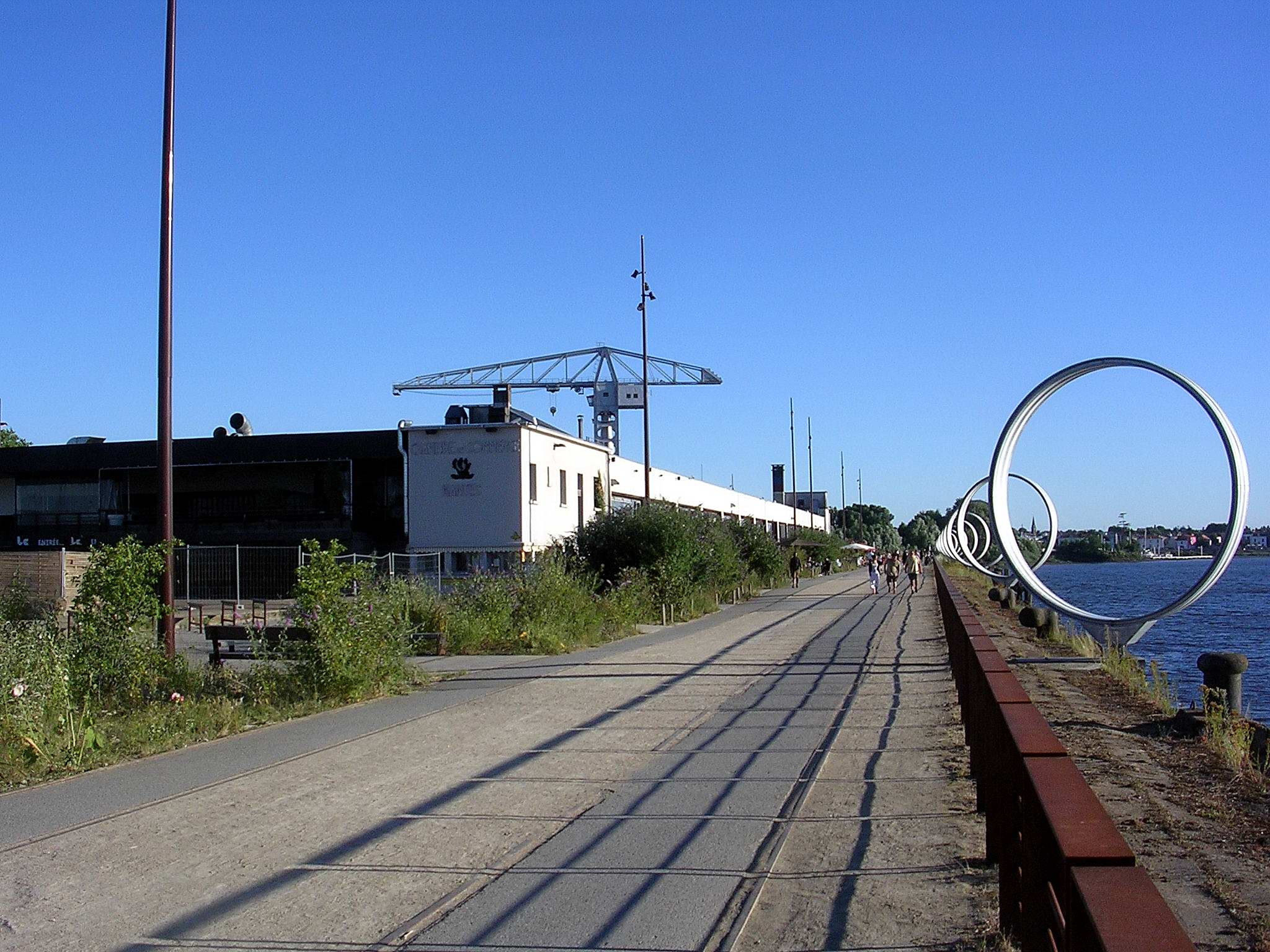
Les anneaux vanop de quai des Antilles

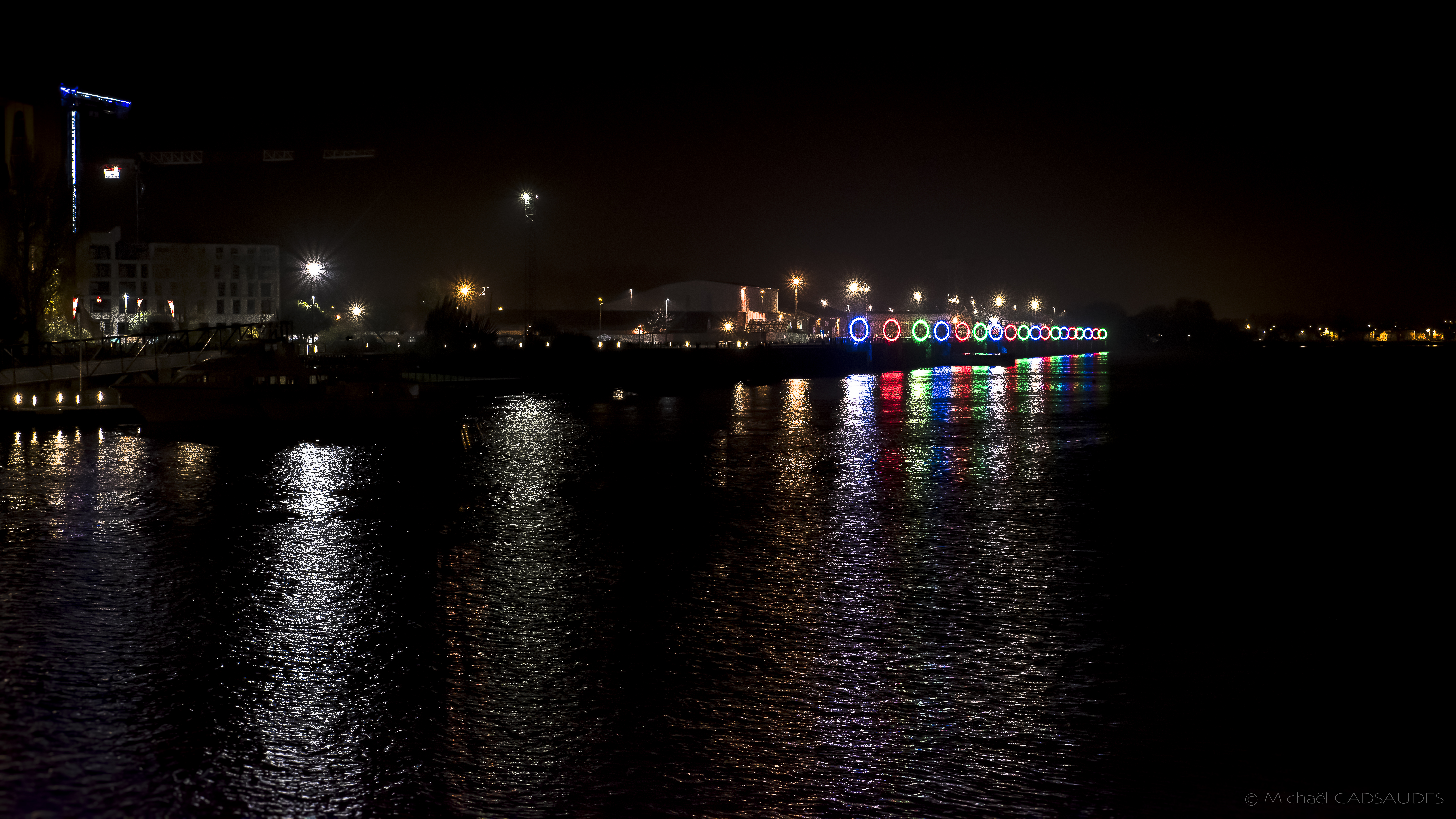
Les anneaux vanop de quai de la Fosse aan de overkant van de Loire

Les anneaux (vertaald: de ringen) is een artistiek kunstwerk van Daniel Buren en Patrick Bouchain in de Franse stad Nantes. Het werk werd in 2007 geplaatst op de quai des Antilles op het Île de Nantes aan de oever van de Loire. Het bestaat uit metershoge ringen die 's nachts verlicht worden in rood, groen en blauw. Volgens Buren staan de ringen voor de ketenen van de slaven die in de 18e eeuw door schippers uit Nantes verhandeld werden.